# Dolichopus comptus
Dolichopus comptus är en tvåvingeart som beskrevs av Van Duzee 1921. Dolichopus comptus ingår i släktet Dolichopus och familjen styltflugor.
Artens utbredningsområde är Kalifornien. Inga underarter finns listade i Catalogue of Life.